# たじはや本線料金所
たじはや本線料金所（たじはやほんせんりょうきんじょ）は、大阪府堺市美原区にある、南阪奈道路の本線料金所。

## 概要
南阪奈道路のうち、美原JCT - 羽曳野IC間の料金を徴収する。また、松原JCT方面との行き来については、美原JCTで接続する阪和自動車道の料金についても当料金所での合併収受となる。そのため、料金所のレーンは「松原方面」と「堺・美原IC方面」に分かれている。

## 歴史
- 2004年（平成16年）3月28日 : 南阪奈有料道路美原JCT - 南阪奈道路葛城IC間開通により、開設。
- 2018年（平成30年）4月1日 : 美原JCT - 羽曳野IC間が大阪府道路公社から西日本高速道路に移管され、南阪奈道路に改称。

## 料金所
ブース数：14

### 松原・堺・美原IC方面

#### 松原方面へ
- ブース数：4
  - ETC専用：2
  - 一般：2

#### 堺・美原IC方面へ
- ブース数：3
  - ETC専用：1
  - 一般：2

### 葛城方面

#### 松原方面から
- ブース数：4
  - ETC専用：2
  - 一般：2

#### 堺・美原IC方面から
- ブース数：3
  - ETC専用：1
  - 一般：2

## 隣
E91 南阪奈道路
(12-1) 美原JCT - (1) 美原IC - たじはや本線TB - (2) 美原東IC